# Parapriacanthus ransonneti
Parapriacanthus ransonneti — вид окунеподібних риб родини пемферових (Pempheridae).

## Поширення
Вид поширений в Індійському океані та на заході Тихого окену.

## Опис
Максимальна довжина тіла — 10 см. Тіло золотисто-зеленого забарвлення з повздовжньою смугою, що починається дорсально на верхівці голови та зникає нижче заднього кінця спинного плавця.

## Спосіб життя
Живе численними зграями. Вдень переховується в печерах. Годуватися виходить вночі. Живиться зоопланктоном.